# Michelle Grob
Gian Michelle Grob (* 5. April 1980 in Wil SG; heimatberechtigt in Mogelsberg) ist eine Schweizer Textilkünstlerin.

## Leben und Werk
Grob besuchte von 1996 bis 2000 die Wirtschaftsmatura an der Kantonsschule Wattwil. Ab 2001 nahm sie am gestalterischen Vorkurs an der Hochschule Luzern teil, den sie 2006 mit einem Diplom im Bereich Kunst und Vermittlung abschloss. Während ihres Studiums absolvierte sie ein Austauschsemester an der Yrkeshögskolan Nykarleby in Finnland. Seit dem Abschluss ist sie als selbstständig erwerbende Künstlerin tätig.
Ihr Werk umfasst beispielsweise gehäkelte Bilder und Porträts, unter anderem des Bundesrats und der Fussballnationalmannschaft. Ihr Schaffen umfasst ausserdem Videoarbeiten, Rauminstallationen und Collagen.
Ausserhalb der Kunst hat Michelle Grob eine gemeinnützige Wohnbaugenossenschaft in Luzern mitgegründet und aufgebaut. Die Zwischennutzung des alten Hallenbads Biregg hat sie mit dem Verein Netzwerk Neubad mitorganisiert. Sie war dort von 2014 bis 2021 Leiterin Finanzen sowie HR und hatte ab 2017 die Co-Geschäftsführung inne. Im Neubad hatte sie ausserdem ihr Atelier. 2021 gründete sie das Design Label boiss, das sich mit Stickereien und Upcycling beschäftigt. Zwei Jahre später gründete sie in diesem Zusammenhang den Secondhandladen Üsé.